# Monika Marija
Monika Marija Paulauskaitė, nota come Monika Marija (Kelmė, 31 maggio 1998), è una cantante lituana.

## Biografia
Cresciuta a Kelmė, una cittadina della Lituania nordoccidentale, Monika Marija si è trasferita a Vilnius dopo aver conseguito il diploma superiore per studiare filologia francese all'Università.
Nel 2017 ha partecipato alle audizioni per la quinta edizione del talent show Lietuvos balsas, la versione lituana del format The Voice. È entrata a far parte della squadra di Donny Montell, e nella serata finale è stata proclamata vincitrice con oltre 32 000 televoti, più del doppio rispetto alla seconda classificata, Gabija Lokytė.
All'inizio del 2018 ha partecipato alla selezione lituana per l'Eurovision Song Contest con il brano The Truth, scritto dalla rappresentante eurovisiva del 2001 Erica Jennings, e si è piazzata al 4º posto. A dicembre dello stesso anno ha pubblicato il suo album di debutto eponimo, supportato da due tournée nazionali che l'hanno portata a cantare, fra le altre, alla Žalgirio Arena di Kaunas. Dopo avere selezionato la ballata inedita Criminal per partecipare ad Eurovizijos atranka 2019, la selezione per l'Eurovision Song Contest 2019, alla luce del successo ottenuto in Lituania con il singolo Light On, ha deciso di prendere parte alla competizione anche con quest'ultimo, divenendo l'unica artista dell'edizione a gareggiare con due brani e arrivando in finale con entrambi. Due giorni prima della finale del 23 febbraio ha annunciato di aver ritirato Criminal dalla competizione per evitare di dover dividere i voti fra le due canzoni, e con Light On si è piazzata al 2º posto nella selezione. L'anno successivo ha partecipato nuovamente alla selezione eurovisiva lituana con If I Leave, arrivando 3ª nella finale.

## Discografia

### Album
- 2018 – Monika Marija

### Singoli
- 2018 – Safe Zone
- 2018 – The Truth
- 2018 – Tavo rankose
- 2018 – Pabundu (feat. Leon Somov)
- 2018 – Criminal
- 2018 – Light On
- 2020 – If I Leave
- 2020 – Pamelavau
- 2021 – Žaidimas
- 2021 – Pasikalbėkim gyvai
- 2022 – Vienas namuos
- 2022 – Kalėdos kartu
- 2023 – Ten, kur užaugom
- 2024 – Unlove You Starting Tomorrow